# C3H5I
化学式C3H5I（摩尔质量：167.98 g/mol）可能指：
- 烯丙基碘（3-碘丙烯），CAS号：556-56-9
- 2-碘丙烯，CAS号：4375-96-6
- 碘环丙烷，CAS号：19451-11-7

|  | 这个同类索引页列出了具有相同分子式的化学物（即同分異構體）条目。 除非您是有意链接至本页，否则应将相应条目的内部链接指向正确的条目。 |